# Christopher Martins Pereira
Christopher Martins Pereira (* 19. Februar 1997) ist ein luxemburgischer Fußballspieler, der seit 2022 beim russischen Erstligisten Spartak Moskau unter Vertrag steht.

## Karriere

### Verein
Christopher Martins Pereira begann mit dem Fußballspielen in der Nachwuchsabteilung des FC Rodange 91 und wechselte weiter zu RFC Union Luxemburg. Im Sommer 2013 ging er in die Jugendakademie von Olympique Lyon. 2014 wurde er mit der U-17 französischer Meister. Im Alter von 16 Jahren bestritt der in der Saison 2012/13 acht Spiele für den RFC Union Luxemburg in der BGL Ligue. Parallel zu den Jugendspielen absolvierte er seit 2014 auch regelmäßig für die B-Mannschaft von Olympique Lyon zum Einsatz. Am 10. September 2017 kam er im Heimspiel gegen EA Guingamp zu seinem ersten Einsatz in der Ligue 1 und eine Woche später beim Auswärtsspiel bei Paris Saint-Germain folgte Nummer zwei. Mitte Oktober gab der Verein dann bekannt, Martins Pereira mit sofortiger Wirkung bis Saisonende an der Zweitligisten FC Bourg-Péronnas zu verleihen. Am 29. August 2018 wurde er erneut für eine Saison verliehen, diesmal an den ES Troyes AC in die Ligue 2. Zur Saison 2019/20 unterschrieb der Mittelfeldspieler einen Vierjahresvertrag beim Schweizer Meister BSC Young Boys aus Bern. Aber auf Grund einer Schambeinverletzung verpasste er fast drei Monate der Hinrunde und absolvierte lediglich auf sieben Ligaspiele. Trotzdem kam er am Ende der Saison auf 22 Partien (2 Tore) und konnte mit dem Verein neben der Meisterschaft auch den Pokal gewinnen. Auch im folgenden Jahr konnte er wieder den Gewinn der Super League feiern. In der Winterpause der Saison 2021/22 wechselte er leihweise bis zum Saisonende zu Spartak Moskau nach Russland, ehe dann im Sommer eine Kaufpflicht mit Vertragsdauer bis 2027 greifen wird. Am 29. Mai 2022 gewann er mit dem Verein den nationalen Pokal durch einen 2:1-Finalsieg über Dynamo Moskau und wurde kurze Zeit später fest verpflichtet. Dreieinhalb Monate später zog er sich dann im Ligaheimspiel gegen Zenit St. Petersburg einen Adduktorenabriss zu.

### Nationalmannschaft
Neben Einsätzen für diverse luxemburgische Jugendauswahlen kann Martins Perreira auch Einsätze für die A-Nationalmannschaft vorweisen. Für diese kam er bisher zu 60 Länderspielen, in denen er am 8. September 2018 in der Nations League gegen Moldawien (4:0) einen Treffer erzielen konnte.

## Erfolge
BSC Young Boys
- Schweizer Meister 2020, 2021
- Schweizer Pokalsieger 2020

Spartak Moskau
- Russischer Pokalsieger 2022